# بخش مرکزی شهرستان قصرقند
بخش مرکزی، یکی از بخش‌های شهرستان قصرقند در استان سیستان و بلوچستان ایران است. مرکز این بخش، شهر قصرقند است.

## تقسیمات کشوری
- بخش مرکزی شهرستان قصرقند
  - دهستان هلونچکان
  - دهستان هیت

شهر: قصرقند

## جمعیت
بر پایه سرشماری عمومی نفوس و مسکن در سال ۱۳۹۵، جمعیت بخش مرکزی شهرستان قصرقند برابر با ۲۶٬۰۵۶ نفر بوده‌است.